# Emesis brimo
Emesis brimo är en fjärilsart som beskrevs av Frederick DuCane Godman och Osbert Salvin 1889. Emesis brimo ingår i släktet Emesis och familjen Riodinidae. Inga underarter finns listade i Catalogue of Life.